# 작량감경
작량감경(酌量減輕)은 법률상의 감경사유가 없더라도 법률로 정한 형이 범죄의 구체적인 정상에 비추어 과중하다고 인정되는 경우에 법관이 그 재량에 의하여 형을 감경하는 것(형법 제53조), 법률상의 감경이라 함은 심신장애자의 범죄라든가 미수와 같이 형을 감경하여야 하거나 또는 형을 감경할 수 있는 것이 법률상 분명히 정하여져 있는 경우를 말한다. 감경의 정도는 법률상의 감경도 작량감경과 같은 것으로 형법 제55조에 규정하고 있다. 또 법률상의 감경(가중)을 하는 경우에도 다시 작량감경을 할 수 있다. 